# کوتورمو (شهرستان نوکت)
کوتورمو (به قرقیزی: Көтөрмө، كۅتۅرمۅ) یک روستا در قرقیزستان است که در شهرستان نوکت واقع شده‌است. کوتورمو ۳٬۲۲۷ نفر جمعیت دارد.